# Médaille Marsden
Pour les articles homonymes, voir Marsden.
La Médaille Marsden est un prix scientifique décerné chaque année par l'Association des scientifiques de Nouvelle-Zélande. Il honore « une vie de service exceptionnel à la cause ou la profession de la science, en reconnaissance des services rendus à la cause ou la profession de la science dans la plus large connotation de l'expression. ». Il rivalise avec la Médaille Rutherford de la Société royale de Nouvelle-Zélande. Il porte le nom du physicien néo-zélandais Ernest Marsden (1889-1970).

## Lauréats
- 1974 : Lucy Moore (en)[2] (Department of Scientific and Industrial Research, DSIR)

- 1997 : Jennifer Hartley (AgResearch)
- 1998 : Rodger Sparks (Institute of Geological and Nuclear Sciences)
- 1999 : Graeme Wake (Université de Canterbury)
- 2000 : David Penny (Université Massey)
- 2001 : Ian Speden (Institute of Geological and Nuclear Sciences)
- 2002 : Howard Wearing (HortResearch)
- 2003 : Roger Green (Université d'Auckland)
- 2004 : Peter Barrett (Université Victoria de Wellington)
- 2005 : Kevin Tate[3] (Landcare Research)
- 2006 : Tim Haskell[4] (Industrial Research Limited)
- 2007 : Ailsa Goulding[5] (Université d'Otago)
- 2008 : Yeap Foo[6] (Industrial Research Limited)
- 2009 : Fred Davey[7] (Geological and Nuclear Sciences)
- 2010 : Brian Robinson (en)[8] (Université d'Otago)
- 2011 : Geoffrey B. Jameson (en)[9] (Université Massey)
- 2012 : Lionel Carter[10] (Université Victoria de Wellington)
- 2013 : Barry Scott[11] (Université Massey)
- 2014 : Mick Clout[12] (Université d'Auckland) et Keith Hunter (en)[13] (Université d'Otago)
- 2015 : Mike Andrews[14] (Industrial Research Limited)
- 2016 : Margaret Brimble[15] (Université d'Auckland)
- 2017 : Carolyn Burns
- 2018 : John Montgomery et Warren Tate[16]
- 2019 : Paula Jameson[17]
- 2020 : Martha Savage (en), Université Victoria de Wellington[18]
- 2021 : Virginia Braun (en), Université d'Auckland[19]